# Museu do Mar (Uruguai)
O Museu do Mar (em castelhano: Museo del Mar; 1996) é um museu de história natural localizado em El Tesoro, no departamento de Maldonado, no Uruguai. Instalado em uma área de aproximadamente 2.300 m², o local é composto de quatro museus em uma estrutura, contando com mais de 5 mil exemplares marinhos em exibição ao público.
O colecionador Julia Etchegaray, que recolhe artefatos relacionados à vida marinha pelo mundo há vários anos, é o responsável pelo local e pelas descrições dos artigos em exposição. Entre os itens expostos, há referências fotográficas, cartazes e partes anatômicas de diversas espécies.

## Museus
O ambiente é composto por quatro divisões temáticas.

### Museu do Mar
Exibe a história da vida marinha, esqueletos, habitats naturais e conta com exposições interativas. Há um espaço dedicado a detalhes sobre a vida pirata, e outro voltado para tesouros. Há também espaço para crianças.

### Museu das lembranças
Com coleções de objetos antigos, tais como frascos, garrafas, latas, rádios, medicamentos, fotografias, itens relacionados com a praia, guarda-sóis e baldes que eram usados décadas atrás.

### Museu dos Balneários
Traça a história dos Balneários, alguns dos quais são agora bairros, como Pocitos e Carrasco, e aqueles que até agora são destinos turísticos, como Punta del Este, La Paloma, Piriapolis, Atlántida, Mar del Plata e Copacabana.

### Insetário
Reúne três coleções de insetos. São 38.000 exemplares de besouros, mariposas, grilos, gafanhotos, entre outras espécies.

## Galeria

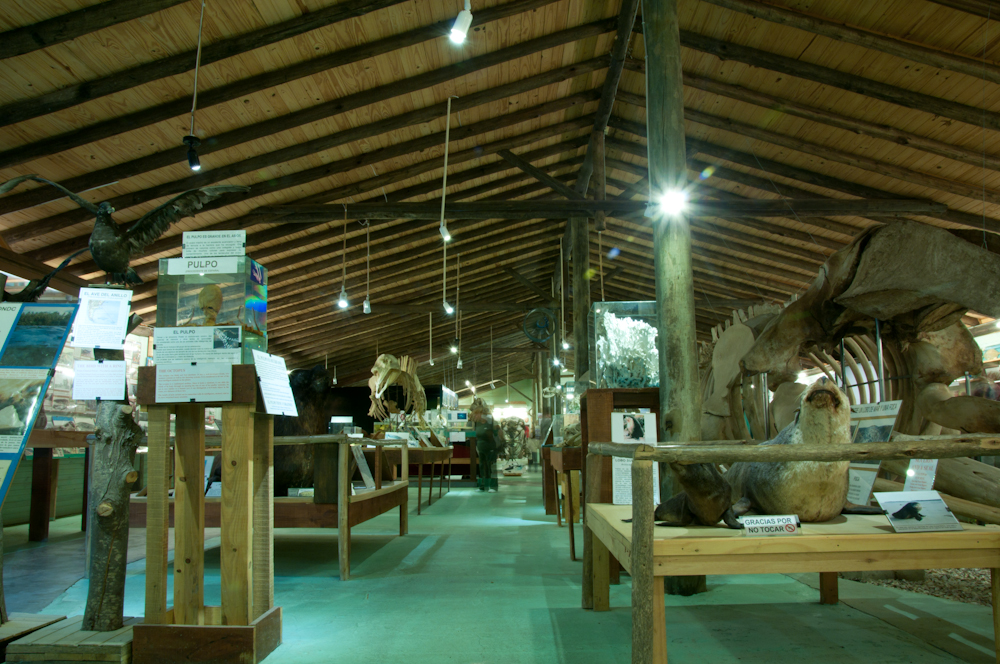
Museu do Mar
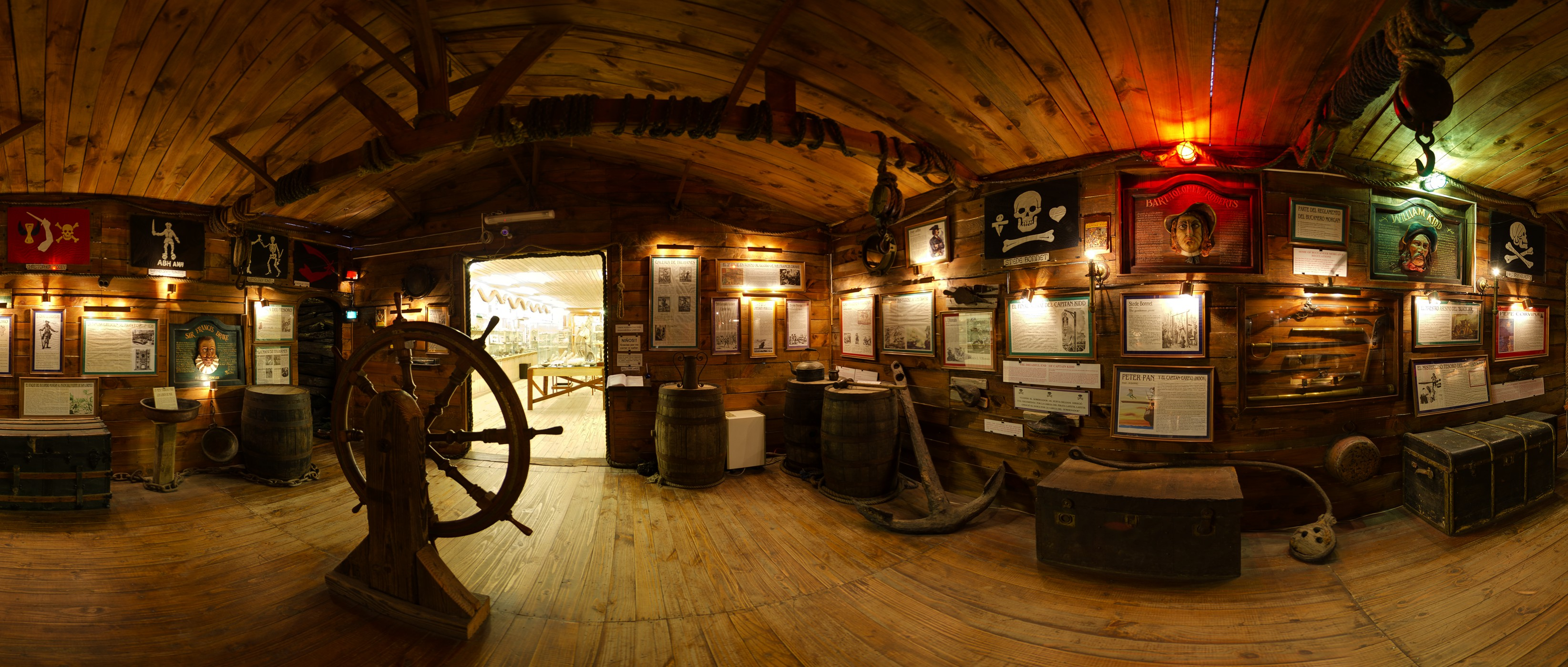
Sala dos Piratas
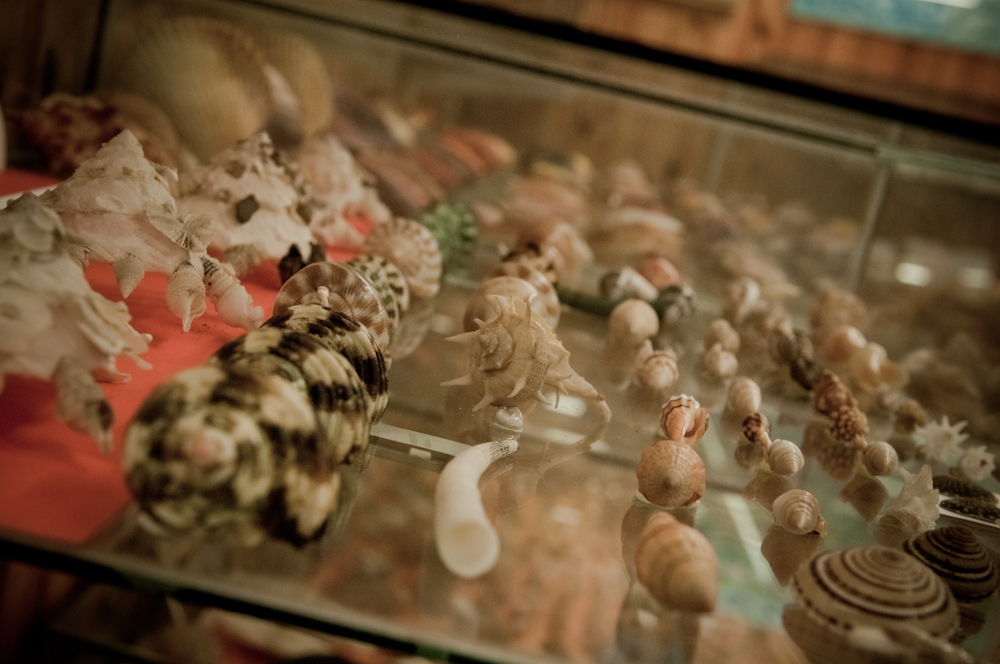
Coleção de Conchas do Mar
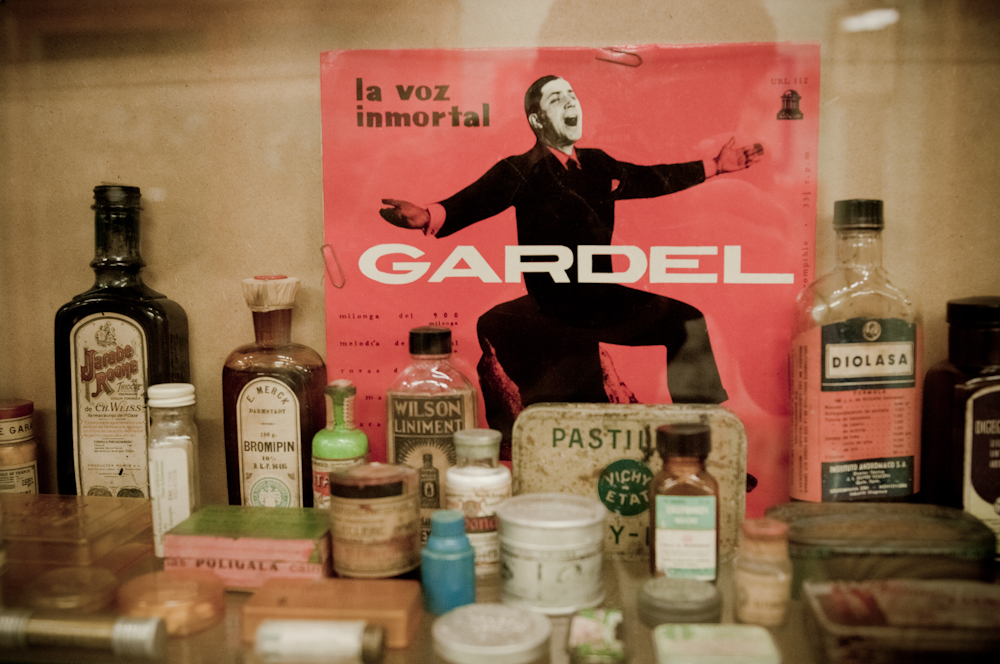
Coleções de objetos antigos
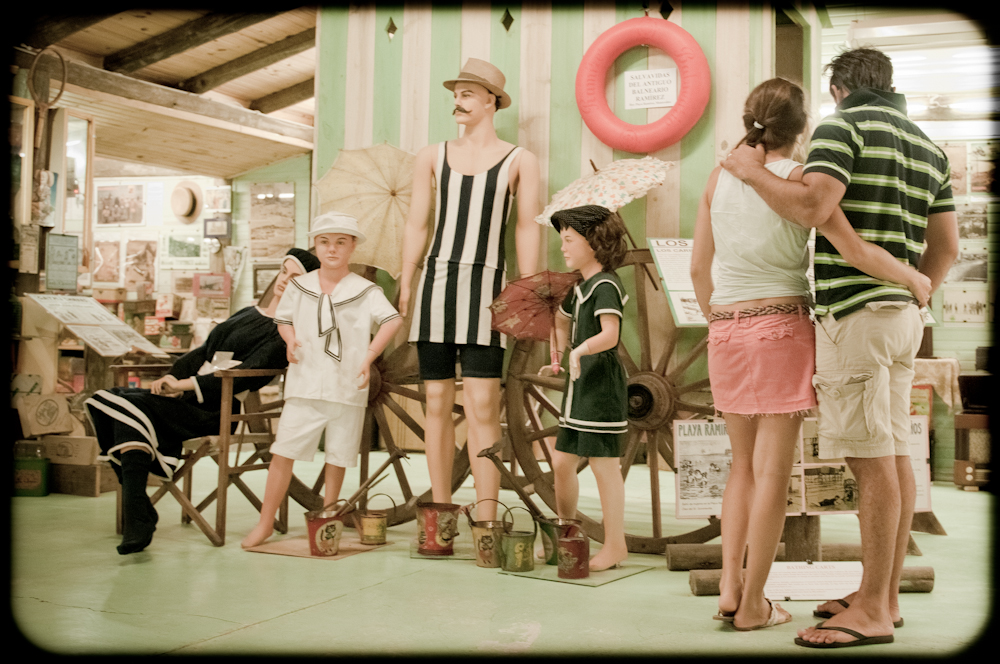
Banhistas do passado no Museu dos Balneários
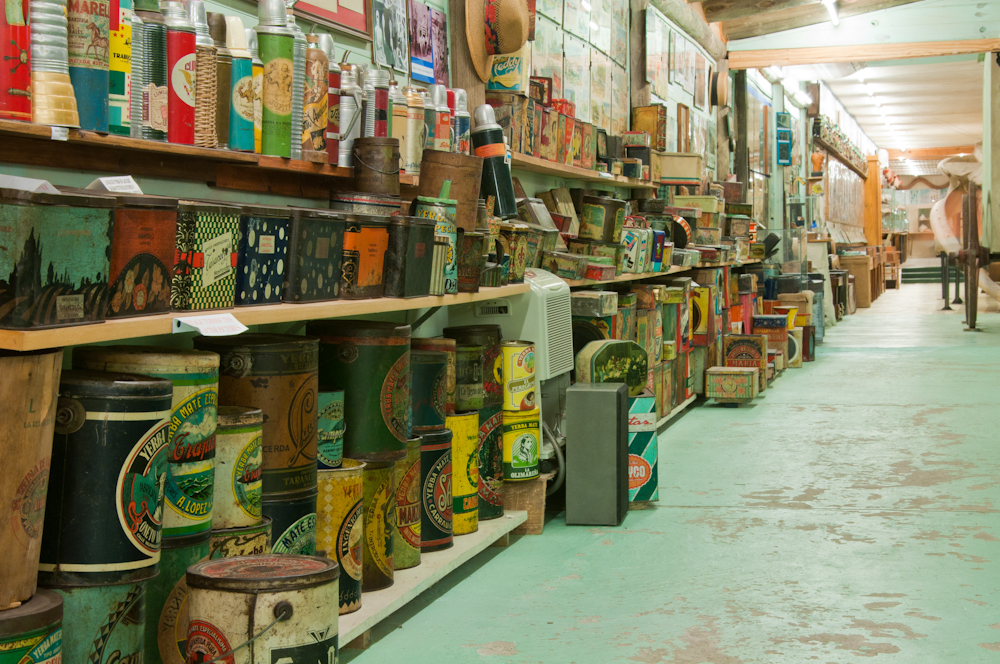
Latas no Museu das lembranças
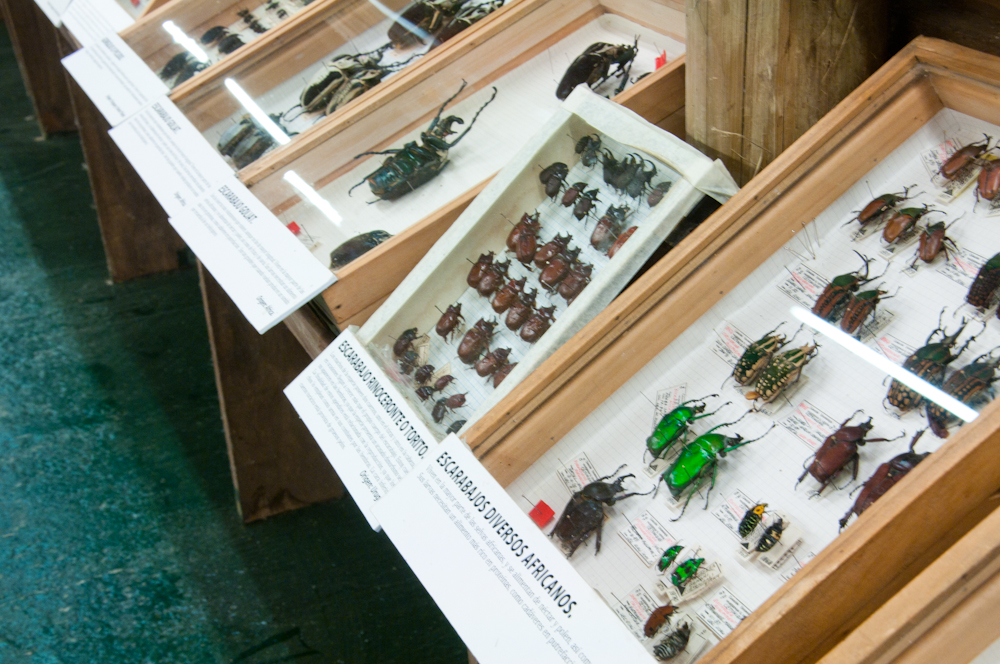
Insetário